# Gillis van Coninxloo
Gillis van Coninxloo (nyní označovaný jako Gillis van Coninxloo II., ale dříve byl znám jako Gillis van Coninxloo III.; 24. ledna 1544, Antverpy – pohřben 4. ledna 1607, Amsterdam) byl vlámský malíř krajin, který hrál důležitou roli v rozvoji severního krajinářství konce 16. století. Posledních 20 let svého života strávil v zahraničí, nejprve v Německu a později v Nizozemské republice.

## Životopis
Narodil se v Antverpách a studoval u Pietera Coecka van Aelsta, Lenaerta Kroese a Gillise Mostaerta. Po ukončení studia cestoval po Francii. V roce 1570 se stal členem uměleckého spolku Cechu svatého Lukáše v Antverpách. Pracoval zde až do roku 1585. V tomto roce se Antverpy dostaly pod vládu Španělska a Coninxloo odešel nejprve do Middelburgu a poté v roce 1587 do německého Frankenthalu, kde působil až do roku 1595. Poté se přestěhoval do Amsterdamu, kde zemřel v roce 1607.
Měl mnoho žáků, mezi něž patřil Pieter Brueghel mladší, Govert Govertsz van Arnhem, Willem van den Bundel, Gillis van Coninxloo III., Jonas van Merle, Hercules Seghers a Jacques van der Wijen.

## Dílo

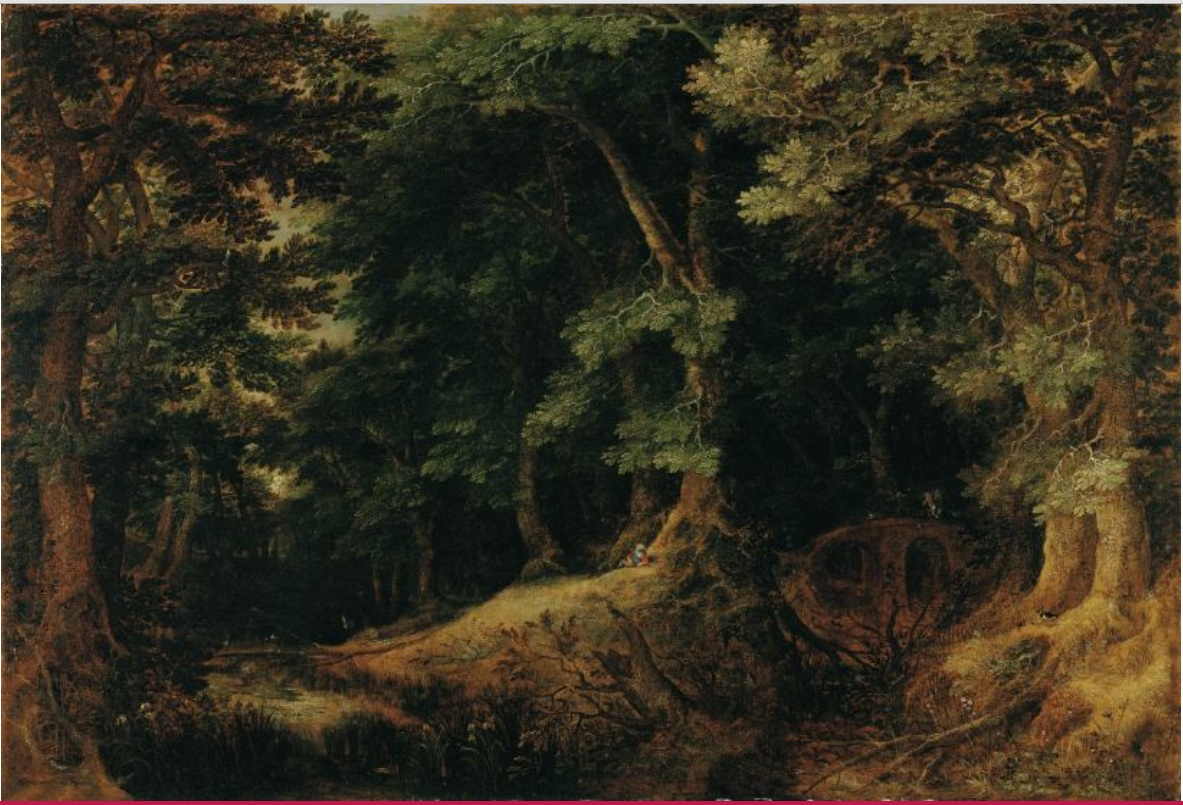
Lesní krajina, 1598, Lichtenštejnské muzeum

Coninxloo se řadí k nejvýznamnějším vlámským malířům krajinářům přelomu 16. a 17. století. Ovlivnil tvorbu Jana Brueghela staršího, Pietera Schoubroecka, Roelandta Saveryho a dalších vlámských a nizozemských krajinářů tohoto období.
Jeho rané obrazy krajin byly často provedeny ve stylu severního manýrismu. Koncem devadesátých let 16. století představil Coninxloo nový styl vlámské krajinomalby. Jeho krajina se stromy v popředí připomínající obrazy Albrechta Altdorfera a dunajskou školu téměř nebo úplně znemožňovala panoramatické zobrazení pozadí. Zatímco dřívější lesní krajiny využívaly lesy jako pozadí pro lidskou činnost, van Coninxloo proměnil přírodu v hlavní subjekt. Vytvářel kompozice stromů ve zvětšeném měřítku oproti malým postavám lidí. Jeho lesní krajina z roku 1598 ve sbírce Lichtenštejnského muzea je první prací, která tento styl dovedla do extrému. Obloha je viditelná pouze v několika skvrnách mezi větvemi a jedna malá lidská postava je skloněná pod velkým stromem. Tento obraz dosahuje velké intenzity díky jemným odstínům hnědé a zelené a zkušené práci se světlem.
Během svého pobytu ve Frankenthalu v letech 1588 až 1595 ovlivnil několik známých vlámských malířů, kteří jsou dnes společně označováni jako „Frankenthalská škola“. Malíř a historik umění počátku 17. století Karel van Mander o Coninxloovi ve své Het schilder-boeck (Malířská kniha) uvedl, že Coninxlooův učitel Pieter Coecke van Aelst byl jeho bratrancem. Uvádí, že v té době nebylo lepšího krajináře a mnoho malířů jeho tvorbu napodobovalo.
Vliv jeho práce se rozšířil v Nizozemsku prostřednictvím jeho návrhů pro velkoplošné tisky, hlavně publikováním rytin grafika Nicolaese de Bruyna a Jana van Londerseela.

## Vybrané práce

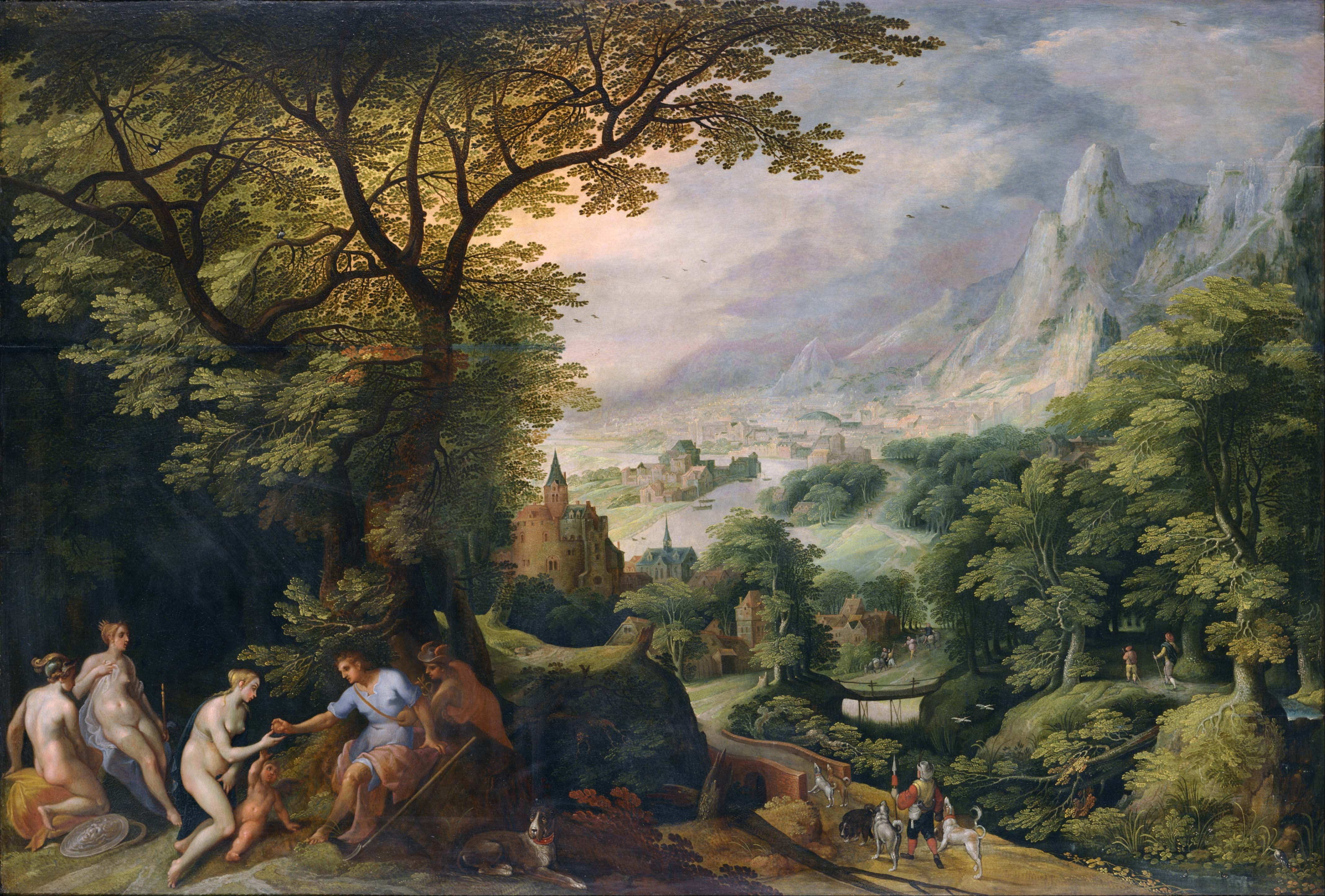
Paridův soud s krajinou ve stylu manýristické krajinomalby, konec 16. či začátek 17. století, Národní muzeum západního umění
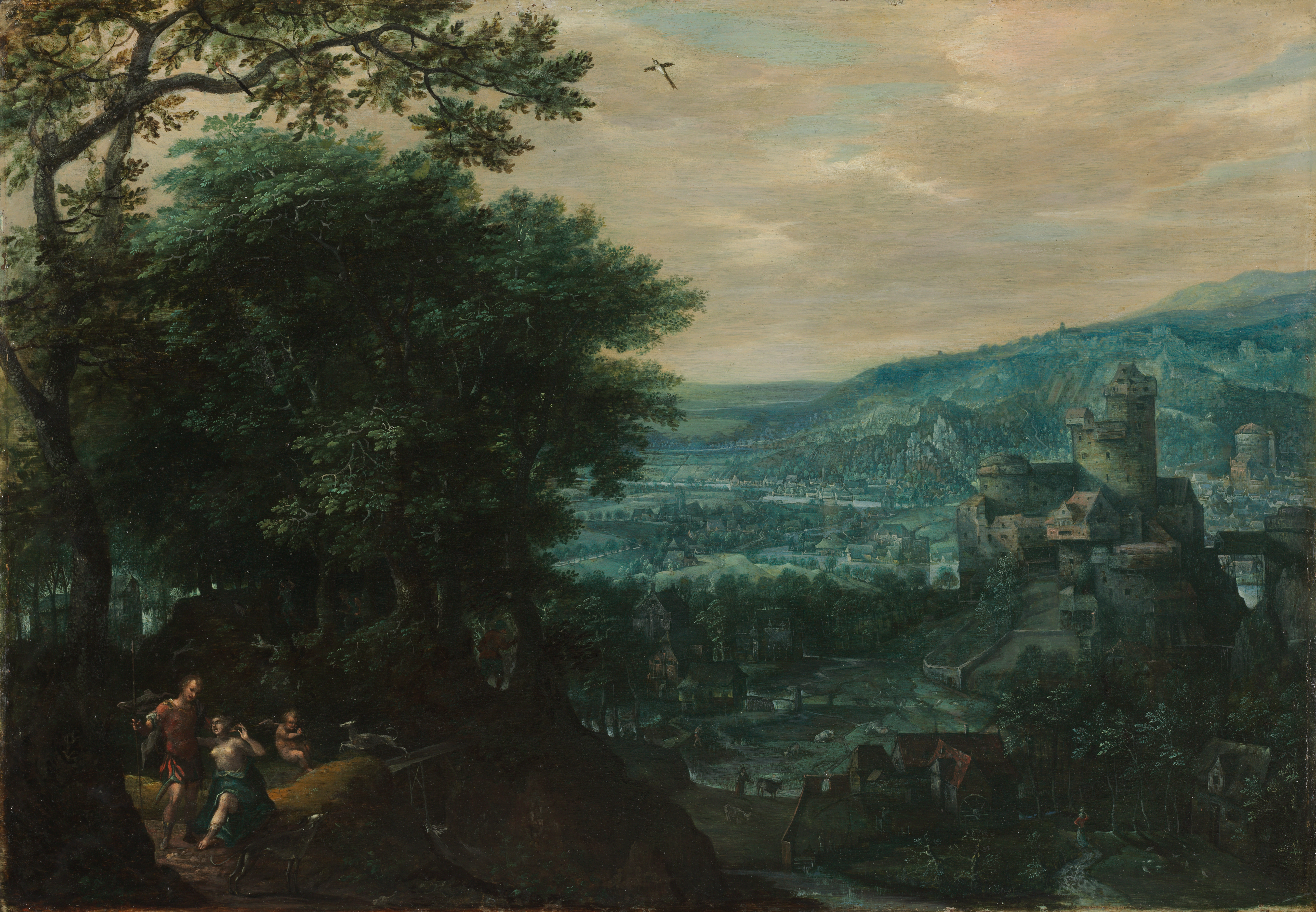
Krajina s Venuší a Adónisem, 80. léta  16. století, Clevelandské muzeum umění
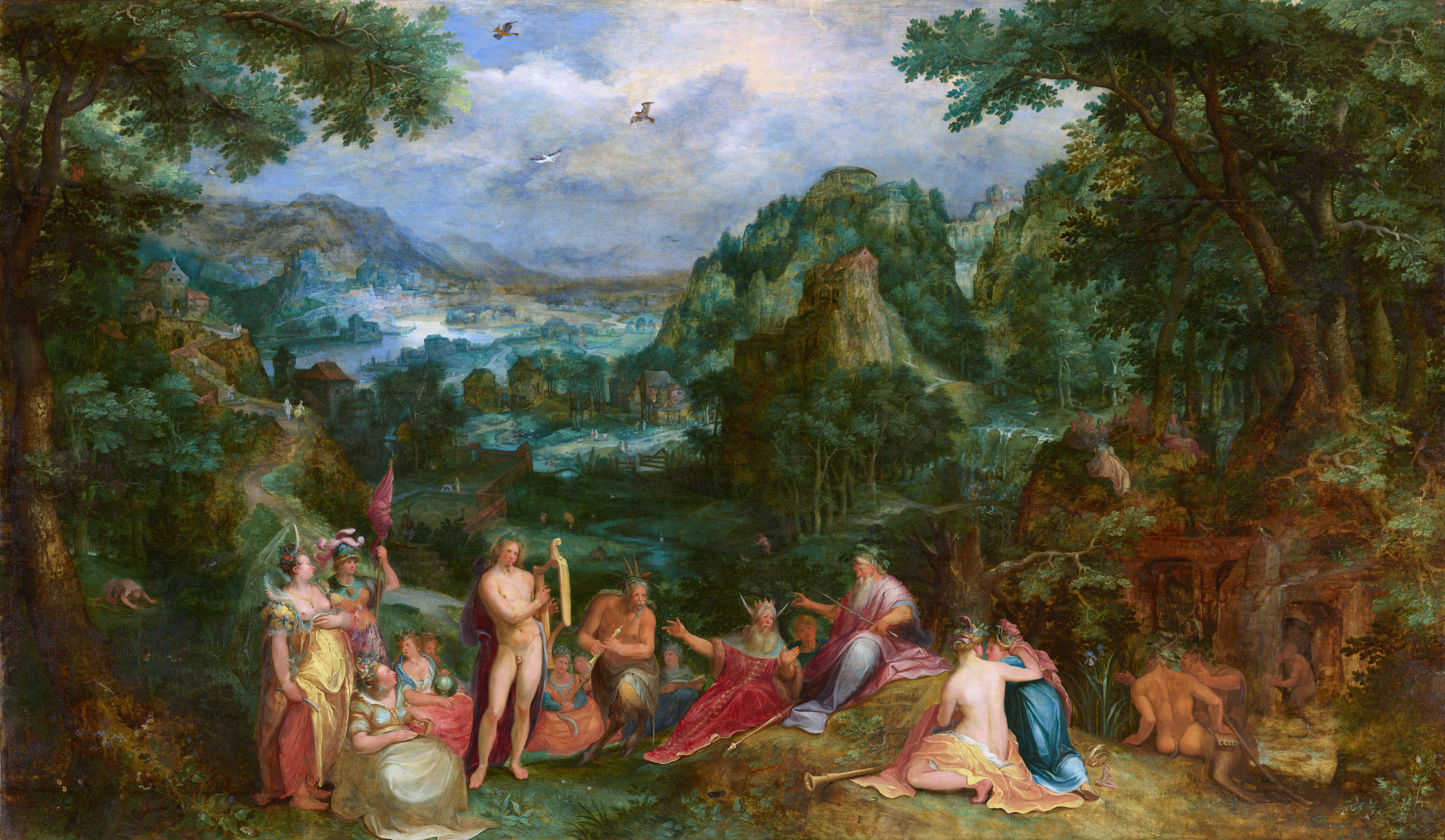
Midasův soud, 1598, Staatliche Kunstsammlungen Dresden